# NGC 4119
NGC 4119 (другие обозначения — NGC 4124, ZWG 69.58, IC 3011, IRAS12055+1039, UGC 7117, MCG 2-31-36, PGC 38527) — линзовидная галактика в созвездии Девы. Открыта Уильямом Гершелем в 1784 году.
Этот объект занесён в Новый общий каталог дважды, с обозначениями NGC 4119 и NGC 4124. Галактику дважды наблюдал Гершель в 1784 году, но не заметил, что оба раза наблюдал один и тот же объект. В 1900 году её независимо обнаружил Арнольд Швассман, так что галактика попала ещё и в дополнение к Новому общему каталогу — в Индекс-каталог под номером IC 3011.